# إدوارد أو. غريفز
إدوارد أو. غريفز (بالإنجليزية: Edward O. Graves)‏ هو مصرفي أمريكي، ولد في 1843، وتوفي في 1909.